# Соціальне явище
Соціа́льне я́вище (англ. social  phenomenon, нім. soziale Erscheinung, рос. социальное явление) — одне із засадничих понять соціології та соціальної філософії, яке означає елемент соціальної реальності, що володіє всією повнотою соціальних властивостей та ознак; це будь-який вияв відносин чи взаємодії людей або навіть окрема подія чи випадок; все те в соціальній дійсності, що проявляє себе, існує, є. Соціальні явища — це явища взаємодії людей, здійснювані в соціальному просторі: безпосередньо в контактній групі або опосередковано, через причетність індивідів до спільнот, через соціальні організації, інститути.
Соціальними явищами можуть виступати предмети, люди, їх відносини, дії, думки й почуття (іншими словами — матеріальні й духовні продукти людської діяльності), соціальні інститути, установи, організації, потреби, інтереси, окремі сторони процесів тощо. Багато соціальних явищ носять латентний характер і виражають не тільки очевидні характеристики соціальної дійсності, але й більш глибинні її процеси, зв'язок яких з даним соціальним явищем безпосередньо не спостерігається. Виявлення цього зв'язку здійснюється в соціальній практиці, в тому числі й за допомогою соціологічних досліджень, коли використовуються певні прийоми, процедури та методи отримання інформації про соціальне явище.
Розрізняють два основних різновиди соціальних явищ:
- явища, які виражають другорядні, випадкові зв'язки і відносини;
- явища, котрі свідчать про сутнісні характеристики соціальних об'єктів.

Із сукупності соціальних явищ соціологія виокремлює найчастіше останні, тобто ті, які характеризують стійкі, повторювані (масові) й типові зв'язки та відносини соціальної дійсності. Кожне соціальне явище відрізняється певними емпіричними ознаками, які можуть фіксуватися в соціальних показниках. Масові (повторювані) соціальні явища вивчаються за допомогою статистичних методів. Кількісне вивчення сукупності соціальних явищ й інтенсивності прояву їхніх ознак сприяє усвідомленню ймовірнісного характеру соціальних зв'язків і відносин, дозволяє зафіксувати закономірності та тенденції їхнього розвитку.
Будь-яке соціальне явище може розглядатися як соціальний факт, якщо його повторюваність, масовість, типовість, суспільна значущість встановлені, тобто якщо зафіксовані його ознаки та властивості. В цьому випадку соціальні явища стають вихідним моментом соціологічного дослідження. В складному процесі вивчення соціального життя суспільства соціальне явище виступає, з одного боку, певним етапом на шляху пізнання його суттєвих характеристик, з іншого — найбільш простим і безпосередньо спостережуваним елементом цього процесу, вихідним пунктом руху соціального пізнання від простого до складного, від багатоманітності властивостей прояву соціального життя до його основних характеристик.